# Невальцево
Нева́льцево (нар. южносельк. Нева́л кына́ӄ — устье заячьей реки, Пурдона́ӄ — устье озера гоголей) — бывшая деревня в Парабельском районе Томской области.

## География
Деревня располагалась на территории современного Новосельцевского сельского поселения на 1360-м км левого берега Оби.

## Название
Деревня получила своё название потому, что вблизи жилья водилось очень много зайцев, которых били прямо из карам (жилых срубных построек, наполовину заглубленных в землю).

## История
Исторический населённый пункт южных селькупов (группа чумэлкуп) — юрты Невальцевы / Невальцы / Невалькынак. Коренные жители — селькупы Ипоковы, Мазотовы, Тагаевы, Агалгодины. Поселение относилось к 4-й Парабельской (инородческой) волости.
Одно из крупнейших южноселькупских поселений. В южноселькупском ареале выделяются отдельные поселения и сгустки поселений, где в разные годы происходила концентрация селькупского населения (особенно значительная в середине XIX в.), один из таких сгустков на нижней Оби — это юрты Мумышевы — Невальцевы — Басмасовы — Сагандуковы. По данным переписи 1859 г. в каждом из этих посёлков население было в пределах 100–150 человек. До 1930-х гг., т.е. до массовой ссылки в Нарымский край и массовых русско-селькупских брачных предпочтений, выделенные посёлки-юрты реально были местом концентрации селькупской этничности, куда стремились вернуться после многолетних миграционных передвижений по просторам Нарымского края те, кто в них родился.
Решением № 187 Томского облисполкома от 20 июля 1972 г. деревня Невальцево исключена из учётных данных в связи с выездом жителей в другие населённые пункты.

### Археология
Невальцевское кладбище. Сообщается, что первые жители-язычники жили в других местах, находящихся в двух, трёх и пяти верстах от селения. В 1,5 км от дер. Невальцевой находилось старое кладбище. Здесь же находились два бугра, из которых один имеет 3 м высоты, 16 м ширины и около 50 м длины.

## Население
В 1859 г. юрты состояли из 16 дворов и насчитывали 137 жителей.

В 1897 г: 14 хозяйств, 62 человека, все селькупы.
| 1859 | 1897 | 1911 | 1939 | 1952 | 1959 |
| ---- | ---- | ---- | ---- | ---- | ---- |
| 137  | ↘62  | ↗71  | ↘70  | ↗164 | ↘94  |